# Hamari Traoré
Hamari Traoré (* 27. ledna 1992) je malijský profesionální fotbalista, který hraje na pozici pravého obránce za španělský klub Real Sociedad a je kapitánem malijského národního týmu.

## Klubová kariéra
Traoré se připojil k Lierse v roce 2013 z Paris FC. Svůj debut v Jupiler Pro League si odbyl 30. října 2013 proti KSC Lokeren. Odehrál celý zápas, který skončil venkovní porážkou 0:1.

## Reprezentační kariéra
Traoré byl povolán do reprezentace Mali a debutoval v přátelském zápase, ve kterém Mali zvítězilo 4:1 nad Burkinou Faso.

## Statistiky

### Klubové
Platí k zápasu hranému 18. května 2025.
| Klub              | Sezóna            | Liga                   | Liga   | Liga | Národní pohár | Národní pohár | Ligový pohár | Ligový pohár | Kontinentální | Kontinentální | Ostatní | Ostatní | Celkově | Celkově |
| Klub              | Sezóna            | Soutěž                 | Zápasy | Góly | Zápasy        | Góly          | Zápasy       | Góly         | Zápasy        | Góly          | Zápasy  | Góly    | Zápasy  | Góly    |
| ----------------- | ----------------- | ---------------------- | ------ | ---- | ------------- | ------------- | ------------ | ------------ | ------------- | ------------- | ------- | ------- | ------- | ------- |
| Paris FC II       | 2012/13           | Championnat National 3 | 10     | 0    | —             | —             | —            | —            | —             | —             | —       | —       | 10      | 0       |
| Paris FC          | 2012/13           | Championnat National   | 16     | 0    | 0             | 0             | —            | —            | —             | —             | —       | —       | 16      | 0       |
| Lierse            | 2013/14           | Jupiler Pro League     | 15     | 0    | 1             | 0             | —            | —            | —             | —             | —       | —       | 16      | 0       |
| Lierse            | 2014/15           | Jupiler Pro League     | 33     | 1    | 1             | 0             | —            | —            | —             | —             | 4       | 0       | 38      | 0       |
| Lierse            | Celkově           | Celkově                | 48     | 1    | 2             | 0             | 0            | 0            | 0             | 0             | 4       | 0       | 54      | 1       |
| Reims             | 2015/16           | Ligue 1                | 33     | 2    | 1             | 0             | 0            | 0            | —             | —             | —       | —       | 34      | 2       |
| Reims             | 2016/17           | Ligue 2                | 31     | 2    | 1             | 0             | 1            | 0            | —             | —             | —       | —       | 33      | 2       |
| Reims             | Celkově           | Celkově                | 64     | 4    | 2             | 0             | 1            | 0            | 0             | 0             | 0       | 0       | 67      | 4       |
| Rennes            | 2017/18           | Ligue 1                | 30     | 0    | 0             | 0             | 3            | 0            | 0             | 0             | —       | —       | 33      | 0       |
| Rennes            | 2018/19           | Ligue 1                | 34     | 0    | 5             | 0             | 2            | 0            | 8             | 0             | —       | —       | 49      | 0       |
| Rennes            | 2019/20           | Ligue 1                | 27     | 0    | 5             | 1             | 1            | 0            | 4             | 0             | 0       | 0       | 37      | 1       |
| Rennes            | 2020/21           | Ligue 1                | 35     | 1    | 1             | 0             | —            | —            | 6             | 0             | —       | —       | 42      | 1       |
| Rennes            | 2021/22           | Ligue 1                | 33     | 3    | 1             | 0             | —            | —            | 8             | 0             | —       | —       | 42      | 3       |
| Rennes            | 2022/23           | Ligue 1                | 31     | 1    | 2             | 0             | —            | —            | 3             | 0             | —       | —       | 36      | 1       |
| Rennes            | Celkově           | Celkově                | 188    | 5    | 14            | 1             | 6            | 0            | 29            | 0             | 0       | 0       | 239     | 6       |
| Real Sociedad     | 2023/24           | La Liga                | 31     | 0    | 2             | 0             | —            | —            | 7             | 0             | —       | —       | 40      | 0       |
| Real Sociedad     | 2024/25           | La Liga                | 11     | 0    | 1             | 0             | —            | —            | 1             | 0             | —       | —       | 13      | 0       |
| Real Sociedad     | Celkově           | Celkově                | 42     | 0    | 3             | 0             | —            | —            | 1             | 0             | —       | —       | 53      | 0       |
| Celkově v kariéře | Celkově v kariéře | Celkově v kariéře      | 370    | 10   | 21            | 1             | 7            | 0            | 37            | 0             | 4       | 0       | 439     | 11      |

### Reprezentační
Platí k zápasu hranému 26. března 2024.
| Národní tým | Rok     | Zápasy | Góly |
| ----------- | ------- | ------ | ---- |
| Mali        | 2015    | 1      | 0    |
| Mali        | 2016    | 5      | 0    |
| Mali        | 2017    | 7      | 0    |
| Mali        | 2018    | 4      | 0    |
| Mali        | 2019    | 7      | 0    |
| Mali        | 2020    | 3      | 1    |
| Mali        | 2021    | 8      | 0    |
| Mali        | 2022    | 9      | 0    |
| Mali        | 2023    | 8      | 1    |
| Mali        | 2024    | 6      | 1    |
| Celkově     | Celkově | 58     | 3    |

#### Reprezentační góly
Skóre a výsledky Mali jsou vždy zapsány jako první. Góly Hamariho Traorého jsou zvýrazněny.
| Gól | Datum          | Místo                                                    | Soupeř                | Skóre | Výsledek | Soutěž                    |
| --- | -------------- | -------------------------------------------------------- | --------------------- | ----- | -------- | ------------------------- |
| 1.  | 9. října 2020  | Emirhan Sport Center Stadium, Side, Turecko              | Ghana                 | 1:0   | 3:0      | Přátelský zápas           |
| 2.  | 17. října 2023 | Estádio Municipal de Portimão, Portimão, Portugalsko     | Saúdská Arábie        | 2:0   | 3:1      | Přátelský zápas           |
| 3.  | 16. ledna 2024 | Amadou Gon Coulibaly Stadium, Korhogo, Pobřeží slonoviny | Jihoafrická republika | 1:0   | 2:0      | Africký pohár národů 2023 |

## Úspěchy
Rennes
- Coupe de France: 2018/19